# Scent of memory
『scent of memory』（セント・オブ・メモリー）は、SEKAI NO OWARIのメジャー5枚目（通算6枚目）のオリジナルアルバム。2021年7月21日にユニバーサルミュージック内のレーベル・Virgin MusicよりCDとダウンロード配信でリリースされた。

## 概要
前作『SEKAI NO OWARI 2010-2019』から約5か月ぶり、オリジナルアルバムとしては『Eye』・『Lip』から約2年ぶりのアルバム。
本作はバンド初のコンセプトアルバムで、全収録曲が「香り」をテーマに制作された。アルバムタイトルは、直訳で「記憶の香り」を意味する。
従来の作品とは異なり「歌唱」を重視した構成が特徴的で、新型コロナウイルス感染症の流行期間中に制作されたためコロナ禍の影響がコンセプトや制作のプロセスに強く反映されている。収録曲は主にバンドがプロデュースし、Yaffleや蔦谷好位置らが一部楽曲の共同制作に参加した。

## 背景

### 2019年 - 2020年：『Eye』・『Lip』の同時リリースとパンデミックの影響
2019年2月27日、前作『Tree』以来4年以上ぶりとなるスタジオ・アルバム『Eye』と『Lip』の2枚を同時リリース。発売日の時点で合計11万枚を売り上げ、オリコン週間アルバムランキングでは1位と2位を独占。
バンドはその後、4月から7ヶ月間にわたる『The Colors』ツアーを行い、国内に加え北京・上海・台北・ソウルといったアジア各都市でも公演を行った。アジア公演を含むツアーは2019年10月に終了。総動員数は29万人を超え、バンドのライブとしては当時過去最大規模となった。
2020年3月、デビュー10周年を迎えたバンドはトイズファクトリーからユニバーサルミュージックへ移籍したことを発表し、5月にはデビューシングル『幻の命』からアルバム『Eye』『Lip』までの楽曲を収録した初のベストアルバム『SEKAI NO OWARI 2010-2019』を旧レーベルから、ドラマ『竜の道 二つの顔の復讐者』の主題歌「umbrella」と「au 5G その手に」編のCMソング「Dropout」、TOKYO FM開局50周年アニバーサリーソング第3弾「周波数」を収録したシングル『umbrella/Dropout』を新レーベルから同時リリースし、9月からデビュー10周年を記念した4大ドームツアー『DOME TOUR 2020「Du Gara Di Du」』も開催される予定だった。しかし、新型コロナウイルスの影響により両作品とも発売延期となり、シングルは2020年6月に、ベストアルバムは2021年2月に発売され、デビュー10周年記念のドームツアーは全公演開催中止となった。
2020年11月には、2019年初頭から発売が延期されていたグローバルプロジェクト・End of the Worldのアルバム『Chameleon』も発売された。制作には7年の歳月がかかっている。DNCEやクリーン・バンディット、ガブリエル・アプリンなどとのコラボレーション楽曲や今作にも収録されている「Dropout」のアレンジバージョン「Dropout Boulevard」などが収録されている。また、翌年9月にはこのアルバムを携えニューヨークにてワンマンライブを開催する予定であったが、パンデミックの影響やビザの取得の遅れなどにより開催延期となった。

### 2021年：『scent of memory』リリース
2021年4月、7月7日に通算6枚目のスタジオ・アルバム『scent of memory』をリリースすると発表。すでに発売されていたシングル「umbrella/Dropout」「silent」に収録されていた楽曲に加え、新曲「バードマン」「tears」など全12曲が収録されている。なお、「silent」のカップリングソングである「コードレスベイビー」「カレイドスコープ」は収録されていない。制作遅延によりリリースは7月21日に延期された。
5月20日には、本作に収録されているフジテレビ系列のワイドショー・情報番組「めざまし8」のテーマソングとして採用された「バードマン」がアルバムから先行配信された。6月21日には、楽曲「family」が7月1日スタートのテレビ朝日系ドラマ『IP〜サイバー捜査班』の主題歌に起用されることがアナウンス。7月2日には、バンド初の展覧会「THE SECRET HOUSE」のテーマ曲として使用される「tears」が先行配信され、同日にミュージック・ビデオがYouTubeにて公開された。

## 制作
本作は2019年12月から2021年初頭にかけて制作された。最初のレコーディング曲「umbrella」の時点で、すでに「香り」をテーマにしたアルバムのコンセプトが固まっていた。当初、レーベルやマネージャーは数枚のシングルをリリースしてからアルバム制作に進むべきだと考えていたが、メンバーは早い段階でアルバムの構想を話し合い、アルバムのタイトルを決定。それ以降に制作したすべての楽曲は「香り」をテーマに制作された。
また、本作はユニバーサルミュージック移籍後初のアルバムとなった。参加したスタッフやマネージャーのほとんどは初めて関わる顔ぶれだったが、彼らも各工程で積極的に意見を出し合い、制作に深く携わった。メンバーもその意見を柔軟に取り入れ、アルバムは納得のいく形に仕上がった。
アルバムの制作とレコーディングは、日本におけるコロナ禍の影響を強く受けた。2020年初頭に「umbrella」と「Dropout」のレコーディングを終えた直後、緊急事態宣言が発令され、メンバーはスタジオに集まっての作業ができなくなった。次に予定していた「周波数」はリモート形式で制作が進められ、メンバーが楽譜を演奏者に送り、それぞれが録音した音源を返送する方式で制作された。そのため、スタジオに一度も入らずに曲が完成した。参加者全員が1日で作業を終えたため、当初3〜4日かかると見込まれていた曲が1日で仕上がった。ボーカル・Fukaseも自宅でほとんどの録音を行い、サンプルをメンバーに送って意見を交換した。多くの曲ではそのサンプル音源がそのまま採用された。ギター・Nakajinのプロダクション技術の進化により、デモ段階で既に9割が完成していたことも、制作の効率化に大きく貢献した。
コロナ禍による変化はFukaseにも大きな影響を及ぼした。「Like a scent」のデモ録音を終えた翌日、Fukaseはスタジオ入りする予定だったが、突然音信不通となり3日間行方不明となった。メンバーにはFukaseのFitbitの歩数記録が確認できるのみで、彼が何らかの活動をしていることだけが分かっていた。後日、Fukaseはインタビューで「アルバムの答えを見つけるために一人になる必要があった」「誰かと連絡を取っていたら本当の答えに辿り着けなかった」と振り返っている。その後、Fukaseは制作に復帰し、アルバムの制作が再開された。

## 音楽性
『scent of memory』はポップスを基盤としつつ、歌謡曲、ゴスペル 、ドリーム・ポップ、エレクトロニック・ダンス・ミュージックなど、多彩な音楽スタイルを融合させたアルバムとなっている。
全曲が「香り」をテーマにした、バンド初のコンセプト・アルバム。この「香り」というテーマは、Fukaseが長年心に抱いてきたものから着想されたもので、Fukaseが銀杏BOYZのアルバムにコメントを寄せた際、音楽と香りが「記憶を一瞬で呼び戻す力」を持つと気づいたことに由来する。
本作では「歌うこと」に重きを置き、ボーカルにエフェクトを加えを楽器のように扱ったり、凝った編曲でファンタジーな世界観を構築する従来の手法は抑えられている。

### 楽曲解説
オープニング曲「scent of memory」は、Saoriによるピアノのインストゥルメンタル序曲である。Saoriは始めに楽曲のストーリーを構想し、映画のサウンドトラックのようなアプローチで曲を制作した。このストーリーは、恋人の職場に向かう電車の中で、窓ガラスに映る少し不安げな自分の姿を見つめる情景を表現したものだとされている。
2曲目の「Like a scent」は、Fukaseが学生時代に閉鎖病棟に入院していた経験を基に制作された楽曲である。この曲では、病と闘い克服した経験や、ポップスターとして生きる信念と誇りが表現されている。バックトラックには、ピアノやチェロ、バイオリンでアレンジされた坂本龍一の楽曲「Happy End」が引用されている。
3曲目の「umbrella」は歌謡曲のスタイルを取り入れた楽曲である。制作はパンデミック前の2019年12月に始まり、Saoriが制作したデモにFukaseがサビを加えたものが基盤となった。Nakajinによると、この基盤となったアレンジができるまでに十数曲以上のデモが作られ、過去にないほどのデモ制作量だったという。「短調」「暗さ」「激しさ」をキーワードに、楽曲が主題歌を担当したドラマのテーマに合わせて制作された。タイトルである「傘」を擬人化し、人の心を映し出すとともに、使い捨てられるような存在感や感情を描いている。
4曲目の「陽炎」はSaoriが作詞・作曲・歌唱を担当した楽曲である。Saori自身が「時折涙を流してしまう」と語る作品で、死や別れをテーマにしながら、暗さではなく光を感じさせる死生観が表現されている。Saoriが「奇才」と称するYaffleが共同編曲者として参加した。2022年に発売されたシングル「Habit」には、Fukaseによるカバーバージョンがカップリング曲として収録された。また、TBS系金曜ドラマ「9ボーダー」の第1話および第8話の劇中歌として使用された。
5曲目の「silent」はクリスマスソングとして制作された楽曲である。クリスマスシーズンの訪れとともに、静けさの中に冬の訪れを感じさせ、光が世界を彩る様子を描いている。哀しさと純粋さを併せ持つ旋律、クラシカルな弦楽器の響き、歪んだギター音などの大胆な要素で構成されている。Fukaseのボーカルは従来の加工を行わず、本来の澄んだ高音を生かし賛美歌のような印象を与えている。
6曲目の「周波数」は、「音楽の力」をテーマとした楽曲である。歳を重ねるにつれ、病気や事故、価値観の相違により会えなくなった人が増える中、音楽を通じて思いが届き心の周波数が合えばまた再会できるという信念を込めていて、間奏では躍動感のあるピアノの音が明るい活力を生み出し、歌詞の思いと呼応している。楽曲では作詞作曲を担当したSaoriの意向により、蔦谷好位置が共同プロデューサーとして参加している。
7曲目の「正夢」はNakajinが作詞・作曲・歌唱を担当したファンク風のドリームポップ楽曲。Nakajinは、コロナ禍による生活や人間関係の変化から着想を得て、楽曲をラブソングとして完成させた。TBS系金曜ドラマ「9ボーダー」第2話の劇中歌として使用された。
8曲目の「バードマン」は小さな希望を歌ったゴスペルポップソング。原曲はNakajinが2018年にロンドンとスウェーデンで現地のプロデューサーと曲作りに取り組んだ武者修行の中で生まれた。この曲は当初、バンドのグローバルプロジェクトのEnd of the Worldとしてリリースすることを想定しており日本語で歌うイメージではなかったが、楽曲のもつ生命力が朝の番組に合うと考えられ、SEKAI NO OWARIとして日本語詞でリリースされた。歌詞には、Saoriが「silent」制作時のコンペで全力を尽くしたが選ばれなかった際の悔しい涙の気持ちが反映されている。「おはよう」「こんなに愛しいんだ」のフレーズや「バードマン」というタイトルはFukaseの発案による。
9曲目の「Dropout」は、プログレッシブ・ハウスやフューチャーハウスなどの要素を取り入れたエレクトロニック・ダンス・ミュージックで、全編英語詞で構成されている。この曲は、Fukaseが自身の過去の人生と未来について歌った楽曲である[1]。Fukaseのこれまでの経験と現在の思いが反映されている。
10曲目の「family」はFukaseの家族関係を描いた楽曲で、彼の2人の妹である「まな」・「もえ」がゲストボーカルとして参加している。Fukaseは妹たちの気持ちを十分に表現できないと考えSaoriが作詞を担当し、Saoriが提示した質問にFukaseが答える形で歌詞が完成した。TBS系金曜ドラマ「9ボーダー」第3話・第7話の劇中歌として使用された。
11曲目の「tears」は、Fukaseが亡き友人を偲んで制作した楽曲。当初、その友人の葬送曲として構想されたが、最終的に希望を湛えた前向きな内容へ変更された。部族的なリズムが特徴で、広大な野原を進むような壮大な雰囲気を醸し出すと評価されている。楽曲は、バンドの10周年記念展覧会「THE SECRET HOUSE」のテーマ曲として採用されたほか、TBS系金曜ドラマ「9ボーダー」の第9話の劇中歌として使用された。
12曲目の「Utopia」はNakajinとSaoriによるピアノ二重奏のインストゥルメンタル楽曲。理想郷のイメージを表現した楽曲である。曲のフェードアウト処理は、触れることのできないユートピアが終わりのないものとして永遠に続くことを象徴している。Fukase曰く、次作『Nautilus』に収録されている「ユートピア」は本楽曲の続編として制作された。

## リリース
アルバムの発売日は当初、2021年7月7日となる予定だったが制作上の遅れにより同年7月21日に延期された。アルバムのフィジカルリリースは「通常盤」、「初回限定盤」、「キャンドル盤」の3形態で行われ、各バージョンともデザインのジャケットを使用しつつ、背景の色が異なっている。全形態のCDには同じ12曲が収録されているが、「初回限定盤」には本作収録曲や『迷彩』という楽曲など6曲のデモ音源を収めたCDと「umbrella」を含む3曲のミュージックビデオや1日で曲作りをする模様に密着したドキュメンタリー『Holiday Session #2』を収めたDVDが付属した。
「キャンドル盤」は1万枚限定で販売され、アルバムに収録された各楽曲をイメージして作られたバンドプロデュースの12個のアロマキャンドルボックスがセットになっている。また、アルバムのデジタル版も同日に世界各国の配信プラットフォームでリリースされ、内容はCD収録曲と同様のものとなっている。台湾においてのフィジカルリリースは「初回限定盤」のみとなり、日本版と同じ内容が収録されている。
| 形態         | 規格          | 規格品番   |
| ------------ | ------------- | ---------- |
| キャンドル盤 | CD+キャンドル | D2CE-9257  |
| 初回限定盤   | 2CD+DVD       | TYCT-69192 |
| 通常盤       | CD            | TYCT-60171 |

### ジャケット
6月16日に、アルバムの全形態のジャケットデザインが公開された。
ジャケットデザインは、アートディレクションを池田大、デザインをunited lounge tokyo、イラストを近藤達弥が手がけた。デザインは頭部の断面図が描かれたものとなっており、頭の中には様々な絵柄が散りばめられ今作のメッセージが垣間見えるデザインとなっている。各形態ともに同じデザインが使用されているが、背景の色が異なっている。

### 購入特典
アルバムにはシリアルナンバーが封入され、本アルバムの発売を記念した「SEKAI NO OWARIオリジナルのオンライン謎解き」に購入者より抽選で100名が参加できた。また、オンライン謎解きに応募した全員には音楽ライターの三宅正一によるスペシャルインタビュー映像の視聴権がプレゼントされた。
また、各CDショップとインターネット販売サイトにおいては上記の特典に加えて店舗別購入特典が付属した。内容は以下の通り。
- TOWER RECORDS：A4クリアファイル
- HMV：ステッカー
- TSUTAYA RECORDS：クリアポストカード
- Amazon.co.jp：缶バッジ
- 楽天ブックス：レコード型コースター
- セブンネットショッピング：B5ジグソーパズル
- アスマート・S.N.O.W.S SHOP：フレークシール
- その他CDショップ・インターネット販売サイト：A2ポスター

### プロモーション
アルバムの発売に先立ち複数のメディアに出演した。まず7月3日には日本テレビ『THE MUSIC DAY』に出演し新曲「tears」を披露すると、同月8日にはNHK総合『SONGS』に出演、本作収録の「silent」と「バードマン」をパフォーマンスした。7月17日にはTBS『音楽の日』で「silent」を披露した。翌々週の7月26日には、TBS系『CDTVライブ！ライブ！』に出演し「バードマン」を披露した。また、『7ぴあ』、『TOWER PLUS+』、『ROCKIN'ON JAPAN』といった雑誌の表紙を飾りインタビュー記事も掲載された。

## 評価
| 専門評論家によるレビュー | 専門評論家によるレビュー |
| レビュー・スコア         | レビュー・スコア         |
| 出典                     | 評価                     |
| ------------------------ | ------------------------ |
| Apple Music              | 好意的                   |
| リアルサウンド           | 好意的                   |
| ROCKIN'ON JAPAN          | 好意的                   |
| TOWER PLUS+              | 好意的                   |

アルバムは音楽評論家や編集者から概ね好意的な評価を受けた。Apple Music Japanの編集者は、常に4人組バンドの枠にとらわれず、自由な創造力で音楽を生み出してきたバンドが今作では「歌唱」に焦点を当てたことで「新鮮でしなやかな響き」を獲得したと賞賛した。また、Fukaseが抱いていたこれまでの痛切な感情を表現した『Like a scent』、まるで『眠り姫』へのアンサーソングのような『陽炎』、Fukaseの2人の妹がゲストボーカルとして参加したことが驚きを与えた『family』などの楽曲を特に称賛した。
リアルサウンドの森朋之は、坂本龍一とのコラボレーションによる「クラシック×ヒップホップ」な『Like a scent』、Saoriが作詞作曲に加え歌唱を担当し繊細な美しさにあふれた『陽炎』、かけがえのない「君」への思いを綴った『tears』などを収録した本作を、「まるで香りのような音と楽曲が聴き手の記憶を刺激する作品」と賞賛した。また、本作の魅力はメンバーたちの創造力がさらに解き放たれ、音楽的な自由度が増した点にあると述べた。
ROCKIN'ON JAPANの小池宏和は、本作を聴き初めてバンドの音楽に触れた、アルバム『EARTH』に衝撃を受けた当時を思い出したと語り、メンバーが見ている先や表現手法は当時とまったく異なるが、楽曲が耳を通して心に届くと、言葉にできない感情の余韻が静かに立ち上り、あの頃の曲を思い出さずにはいられなかったと述べた。Fukaseが生きることの苦しさを赤裸々に歌うラップ曲『Like a scent』、Saoriが美しく儚い物語を歌い上げた名曲『陽炎』、Nakajinの歌うドリームポップ『正夢』、『サザンカ』に匹敵するような温かい楽曲『family』などを高く評価し、本作を何度も繰り返し聴く予感がしていると語った。
TOWER PLUS+の三宅正一は、アルバムに様々なジャンルの楽曲が収録されていることに言及し、本作を通して「刺激的で豊潤に」聴き手を自らの軌跡と記憶の中の香りへと導いたと称賛した。

## チャート成績
本アルバムは発売初週に推定売上枚数4.6万枚以上を記録し、オリコンチャートの「週間アルバムランキング」では初登場で3位を獲得。これによりバンドは、2012年に発売した『ENTERTAINMENT』以降6作連続で週間ランキングTOP3入りを果たした。その後も本作は、2021年7月度の月間ランキングで10位（推定売上枚数5万枚超）、2021年の年間ランキングで66位にランクインしたほか、同チャートの「合算アルバムランキング」では49,296ptで同じく3位を獲得している。
また、2021年7月28日に公開されたBillboard JAPANの週間アルバムセールスチャートにおいて、CDセールス3位（41,626枚）、ルックアップ5位にランクイン。「Hot Albums」でも初登場3位となり、年間ランキングでは78位にランクインした。
デジタル面でも、発売初週に1,770件のダウンロードを記録しオリコンのデジタルアルバムランキングで5位を獲得。さらに、CDと配信を総合したオリコン合算アルバムランキングでも初登場3位（4.9万ポイント）を記録している。Billboard JAPANのアルバムダウンロードランキングの「Download Albums」では5位を獲得した。
なお、本作はバンドにとって2010年に発売した『EARTH』以降、日本レコード協会による認定を初めて逃したアルバムでもある。
| チャート（2021年）                  | 最高 順位 |
| ----------------------------------- | --------- |
| Billboard Japan Hot Albums          | 3         |
| Billboard Japan Top Albums Sales    | 3         |
| Billboard Japan Top Download Albums | 5         |
| オリコンアルバムランキング          | 3         |
| オリコンデジタルアルバムランキング  | 5         |
| オリコン合算アルバムランキング      | 3         |

| チャート（2021年）         | 最高 順位 |
| -------------------------- | --------- |
| オリコンアルバムランキング | 10        |

| チャート（2021年）                              | 順位 |
| ----------------------------------------------- | ---- |
| Billboard Japan Hot Albums Year End             | 74   |
| Billboard Japan Top Albums Sales Year End Chart | 78   |
| オリコンアルバムランキング                      | 66   |
| オリコン合算アルバムランキング                  | 88   |

## 収録曲
| #         | タイトル            | 作詞          | 作曲                                  | 編曲                       | 時間  |
| --------- | ------------------- | ------------- | ------------------------------------- | -------------------------- | ----- |
| 1.        | 「scent of memory」 |               | Saori                                 | SEKAI NO OWARI             | 0:57  |
| 2.        | 「Like a scent」    | Fukase        | Fukase、Nakajin、坂本龍一             | SEKAI NO OWARI             | 3:30  |
| 3.        | 「umbrella」        | Fukase        | Fukase、Saori                         | SEKAI NO OWARI             | 4:38  |
| 4.        | 「陽炎」            | Saori         | Saori                                 | SEKAI NO OWARI、Yaffle     | 4:15  |
| 5.        | 「silent」          | Fukase        | Fukase、Nakajin                       | SEKAI NO OWARI             | 5:10  |
| 6.        | 「周波数」          | Saori         | Saori                                 | SEKAI NO OWARI、蔦谷好位置 | 4:16  |
| 7.        | 「正夢」            | Nakajin       | Nakajin                               | SEKAI NO OWARI             | 4:18  |
| 8.        | 「バードマン」      | Saori、Fukase | Nakajin、David Sneddon、Kasper Larsen | SEKAI NO OWARI             | 4:11  |
| 9.        | 「Dropout」         | Fukase        | Fukase                                | SEKAI NO OWARI             | 4:03  |
| 10.       | 「family」          | Saori、Fukase | Saori、Nakajin、Fukase                | SEKAI NO OWARI             | 5:23  |
| 11.       | 「tears」           | Fukase        | Fukase、Nakajin                       | SEKAI NO OWARI             | 3:43  |
| 12.       | 「Utopia」          |               | Nakajin                               | SEKAI NO OWARI             | 1:38  |
| 合計時間: | 合計時間:           | 合計時間:     | 合計時間:                             | 合計時間:                  | 46:02 |

| #         | タイトル                          | 作詞           | 作曲                                  | 時間  |
| --------- | --------------------------------- | -------------- | ------------------------------------- | ----- |
| 1.        | 「umbrella (demo)」               | Fukase         | Fukase & Saori                        | 1:22  |
| 2.        | 「silent (demo)」                 | Fukase         | Nakajin & Fukase                      | 2:07  |
| 3.        | 「バードマン (demo)」             | Saori & Fukase | Nakajin, David Sneddon, Kasper Larsen | 2:42  |
| 4.        | 「tears (demo)」                  | Fukase         | Fukase & Nakajin                      | 3:57  |
| 5.        | 「迷彩 (Saori 歌詞Ver.) (demo)」  | Saori          | Nakain                                | 1:30  |
| 6.        | 「迷彩 (Fukase 歌詞Ver.) (demo)」 | Fukase         | Nakajin                               | 1:34  |
| 合計時間: | 合計時間:                         | 合計時間:      | 合計時間:                             | 13:12 |

| #         | タイトル                     | 作詞  | 作曲・編曲 | 時間  |
| --------- | ---------------------------- | ----- | ---------- | ----- |
| 1.        | 「Holiday Session #2」       |       |            | 46:17 |
| 2.        | 「umbrella (Music Video)」   |       |            | 4:55  |
| 3.        | 「silent (Music Video)」     |       |            | 5:27  |
| 4.        | 「バードマン (Music Video)」 |       |            | 4:32  |
| 合計時間: | 合計時間:                    | 61:11 |            |       |

## 参加ミュージシャン
| scent of memory - Saori - ピアノ Like a scent - Fukase - ヴォーカル - Nakajin - プログラミング - Saori - ピアノ - 佐藤帆乃佳 - バイオリン - 渡邉雅弦 - チェロ umbrella - Fukase - ヴォーカル - Nakajin - ギター、ベース、グロッケンシュピール、プログラミング - Saori - ピアノ - Mike Marrington - ドラムス - 佐藤帆乃佳ストリングス - ストリングス 陽炎 - Saori - ヴォーカル - Yaffle - プログラミング silent - Fukase - ヴォーカル - Nakajin - ギター、ベース、グロッケンシュピール、パーカッション、プログラミング - Saori - ピアノ - Mike Marrington - ドラムス - 佐藤帆乃佳ストリングス - ストリングス 周波数 - Fukase - ヴォーカル - Nakajin - ギター - Saori - ピアノ - 麦野優衣、Zinee、佐々木詩織 - コーラス - 門脇大輔 - バイオリン、ビオラ - 関口将史 - チェロ - 羽鳥美紗紀 - フルート、ピッコロ - 最上峰行 - オーボエ - 山本茉莉奈 - クラリネット - 蔦谷好位置 - プログラミング | 正夢 - Nakajin - ヴォーカル、ギター、プログラミング バードマン - Fukase - ヴォーカル - Nakajin - コーラス、ベース、プログラミング - Saori - ピアノ、オルガン - Yuri - ゴスペル・コーラス、タンバリン、ゴスペル・コーラスアレンジ - Paula Johnson、J' Nique Nicole、Chloe Kibbie - ゴスペル・コーラス - Mike Marrington - ドラムス Dropout - Fukase - ヴォーカル - Nakajin - ギター、パーカッション、プログラミング - London Community Gospel Choir - 合唱 - Mike Marrington - タム family - Fukase - ヴォーカル - Moe、Mana - ゲストヴォーカル - Nakajin - ギター、プログラミング tears - Fukase - ヴォーカル - Nakajin - コーラス、ギター、ベース - Saori - ピアノ - 夏井洋平、桑原大輔、宇田川大吾、木村大介 - マーチングドラム Utopia - Nakajin、Saori - ピアノ |

## タイアップ
| 曲名       | タイアップ                                                    |
| ---------- | ------------------------------------------------------------- |
| umbrella   | カンテレ・フジテレビ系ドラマ『竜の道 二つの顔の復讐者』主題歌 |
| silent     | TBS系ドラマ『この恋あたためますか』主題歌                     |
| 周波数     | TOKYO FM 開局50周年アニバーサリーソング                       |
| バードマン | フジテレビ系『めざまし8』テーマソング                         |
| Dropout    | 『au 5Gその手に』篇CMソング                                   |
| family     | テレビ朝日系ドラマ『IP〜サイバー捜査班』主題歌                |
| tears      | 大型展覧会『THE SECRET HOUSE』テーマソング                    |